# Lepidium steinbachii
Lepidium steinbachii är en korsblommig växtart som beskrevs av Otto Eugen Schulz. Lepidium steinbachii ingår i släktet krassingar, och familjen korsblommiga växter. Inga underarter finns listade i Catalogue of Life.